# Orlando Figes
Orlando Figes (Londra, 20 novembre 1959) è uno storico britannico, professore di Storia al Birbeck College di Londra, noto per i suoi lavori sulla storia e la cultura russa.

## Biografia
Figlio della scrittrice femminista Eva Figes,, Orlando Figes studiò Storia a Cambridge, laureandosi nel 1982. Conseguì un dottorato di ricerca al Trinity College di Cambridge, presso il quale fu Fellow dal 1984 al 1999, prima di subentrare a Richard J. Evans come professore di Storia  al Birbeck College di Londra ).
Orlando Figes fa parte del comitato editoriale della rivista Russian History, collabora a quotidiani e riviste internazionali fra cui The New York Review of Books, è stato consulente per documentari televisivi di storia ed è membro della Royal Society of Literature.

## Opere
- Peasant Russia, Civil War: The Volga Countryside in Revolution, 1917–21, 1989, ISBN 0-19-822169-X.
- La tragedia di un popolo. La rivoluzione russa 1891-1924 (A People's Tragedy: The Russian Revolution, 1891–1924, 1996), traduzione di R. Petrillo, Collana Storica, Milano, Corbaccio, 1997, ISBN 978-88-7972-256-8. - Milano, TEA, 2000, ISBN 978-88-781-8748-1; Collana Oscar Storia, Milano, Mondadori, 2016, ISBN 978-88-046-6534-2.
- O. Figes-Boris Kolonitskii, Interpreting the Russian Revolution: The Language and Symbols of 1917, 1999, ISBN 0-300-08106-5.
- La danza di Nataša. Storia della cultura russa (XVIII-XX secolo) (Natasha's Dance: A Cultural History of Russia, 2002), traduzione di Mario Marchetti, Collana Biblioteca di cultura storica, Torino, Einaudi, 2004, ISBN 978-88-06-17071-4. - Collana Piccola biblioteca. Nuova serie n.389, Einaudi, 2008, ISBN 978-88-061-9276-1.
- Sospetto e silenzio. Vite private nella Russia di Stalin (The Whisperers: Private Life in Stalin's Russia, 2007), traduzione di L.A. Dalla Fontana, Collana Storia, Milano, Mondadori, 2009, ISBN 978-88-04-58737-8.
- Qualcosa di più dell'amore (Just Send Me Word: A True Story of Love and Survival in the Gulag, 2012), traduzione di Serena Prina, Collana I Narratori delle tavole, Vicenza, Neri Pozza, 2012, ISBN 978-88-545-0650-3.
- Crimea. L'ultima crociata (Crimea: The Last Crusade, 2010), traduzione di L. Giacone, Collana La Biblioteca n.14, Torino, Einaudi, 2015, ISBN 978-88-06-22424-0.
- Revolutionary Russia, 1891–1991, Metropolitan Books, 2014, ISBN 978-08-050-9131-1.
- Gli europei. Tre vite cosmopolite e la costruzione della cultura europea nel XIX secolo (The Europeans: Three Lives and the Making of a Cosmopolitan Culture, 2019), traduzione di Laura Serra e Giovanni Zucca, Collezione Le Scie. Nuova serie stranieri, Milano, Mondadori, 2019, ISBN 978-88-047-1521-4.
- Storia della Russia. Mito e potere da Vladimir il Grande a Vladimir Putin (The Story of Russia, 2022), traduzione di Tullio Cannillo, Collezione Le Scie, Milano, Mondadori, 2023, ISBN 978-88-047-5218-9.